# فرودگاه بین‌المللی بچیگوایلاتو
فرودگاه بین‌المللی بچیگوایلاتو (به انگلیسی: Federal de Bachigualato International Airport) (به زبان بومی: Culiacán International Airport) یک فرودگاه نظامی و همگانی مسافربری با کد یاتا CUL است که یک باند فرود آسفالت دارد و طول باند آن ۲۳۰۰ متر است. این فرودگاه در کشور مکزیک قرار دارد و در ارتفاع ۳۳ متری از سطح دریا واقع شده‌است.

## نگارخانه

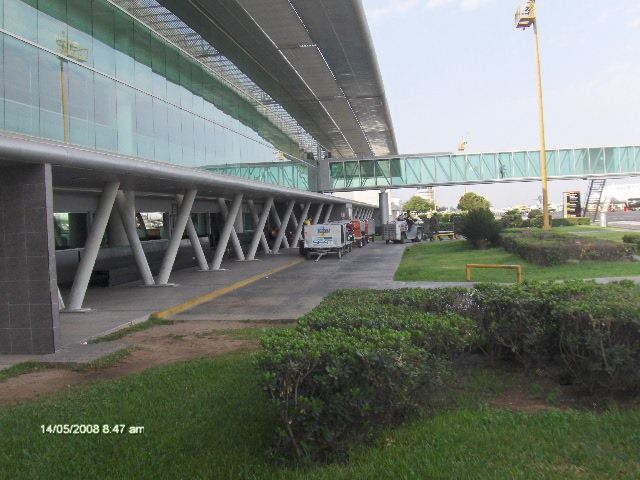
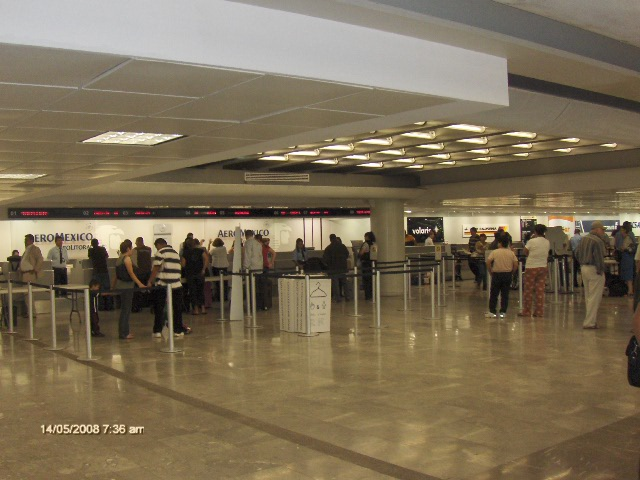
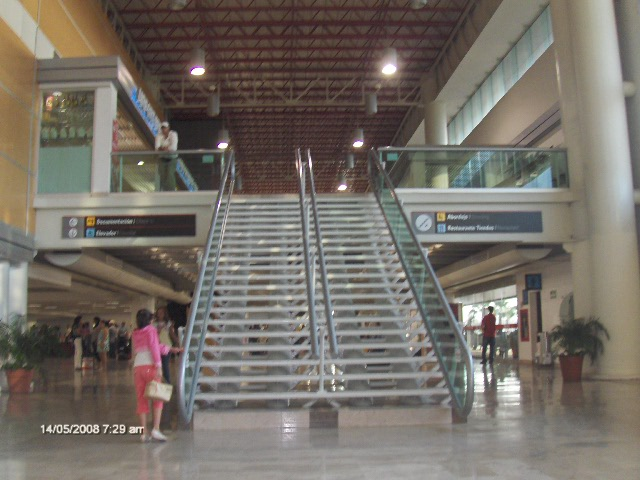
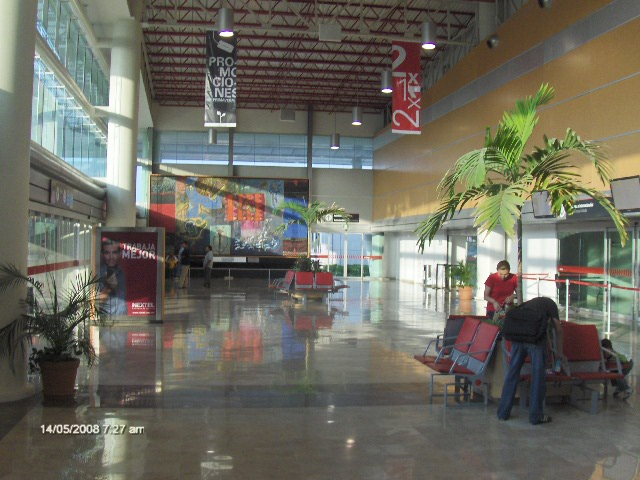
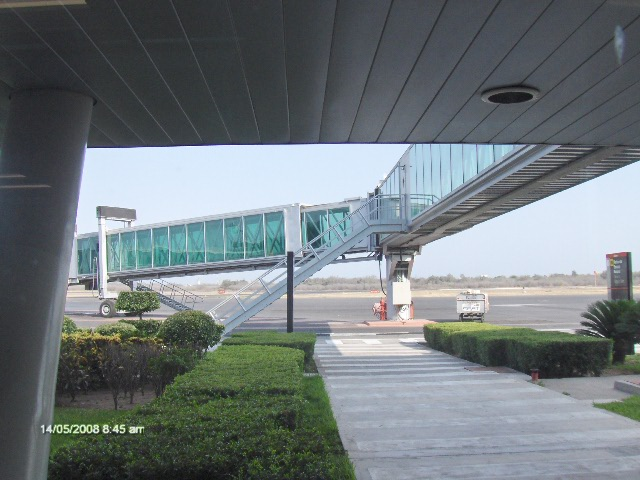